# Endokrine Disruptoren
Als endokrine Disruptoren (von altgriechisch ἔνδον éndon bzw. lateinisch endo „innen“, altgriechisch κρίνειν krínein „ausscheiden“ und lateinisch disrumpere „zum Erliegen bringen“, „stören“), auch Xenohormone (altgriechisch ξένος xénos „fremd“), Umwelthormone oder hormonaktive Stoffe, werden Stoffe bezeichnet, die, wenn sie in den Körper gelangen, bereits in geringsten Mengen durch Veränderung des Hormonsystems die Gesundheit schädigen können.
Endokrine Disruptoren sind endokrin aktive Substanzen (EAS, auch endokrin wirksame Substanzen) mit schädlichen Wirkungen. Sie kommen hauptsächlich in synthetisch hergestellten Materialien (wie Pestiziden, Lösemitteln, Babyprodukten, Kunststoffflaschen, Spielzeug aus Kunststoff, Kosmetikbehältern etc.) vor, können aber auch natürlichen Ursprungs sein (z. B. Phytoestrogene). Einige endokrin wirksame Substanzen werden gezielt in der Medizin eingesetzt (z. B. Antibabypille).
Die endokrinologische Fachgesellschaft Endocrine Society, die European Society of Endocrinology, die European Society for Pediatric Endocrinology, Die Deutsche Gesellschaft für Endokrinologie sowie die Weltgesundheitsorganisation (WHO) sehen es als erwiesen an, dass endokrine Disruptoren unter anderem an der Entstehung von Brust- und Prostatakrebs, Unfruchtbarkeit, Diabetes mellitus, kardiovaskulären Erkrankungen, Schilddrüsenerkrankungen sowie neurologischen, neurodegenerativen und psychischen Erkrankungen beim Menschen beteiligt sind. Von der Öffentlichkeit, Vertretern der produzierenden Industrie sowie der Politik werden diese Erkenntnisse seit einigen Jahren kontrovers diskutiert.
Experten gehen davon aus, dass von den etwa 85.000 produzierten Chemikalien etwa 1000 endokrine Disruptoren sein könnten. Da diese jedoch vor ihrer Zulassung nicht umfassend auf ihre Unbedenklichkeit getestet wurden, besteht über den genauen Anteil Unsicherheit.

## Bekannte oder vermutete endokrine Disruptoren und ihr Vorkommen
Endokrine Disruptoren sind Bestandteile von vielen synthetisch hergestellten Produkten. Besonders belastet können Materialien aus Kunststoff (wie Kinderspielzeug, Kunststoffflaschen, Kunststoffboxen oder Kosmetikflaschen), Auskleidungen von Tetrapaks und Dosen, Elektronikartikel, Baustoffe, Kosmetikprodukte, Textilien sowie in der Industrie verwendete Löse- und Schmiermittel sein.
Außerdem sind endokrine Disruptoren in zahlreichen, auch in der EU zugelassenen, Pestiziden vorhanden. Unter anderem durch das landwirtschaftliche Ausbringen dieser Pestizide auf Felder erfolgt die Anreicherung von Boden, Gewässern und Atmosphäre mit endokrinen Disruptoren. So gelangen sie wiederum in das Gewebe von dort lebenden Pflanzen und Tieren. Im Sommer 2018 wurde eine Studie mit 148 Freiwilligen aus Deutschland, Dänemark, Wales, Italien, Frankreich und Belgien durchgeführt, bei der verschiedene Pestizide mit endokriner Wirkung in den Haar-Proben bei etwa 60 % der Probanden nachgewiesen werden konnten. Die mit Abstand höchsten Konzentrationen wurden für Permethrin, das als Arzneimittel gegen Läuse und Nissen und Fipronil, welches in tiermedizinischen Mitteln gegen Ektoparasiten, wie Flöhe, eingesetzt werden, gefunden.
1993 wurde erstmals eine Liste von Stoffen mit vermuteten endokrindisruptiven Eigenschaften in der wissenschaftlichen Literatur veröffentlicht. Die Wissenschaftlerin und Koautorin des Aufsatzes Theo Colborn, die damals bei der W. Alton Jones Foundation und dem WWF arbeitete, veröffentlichte 1996 ein populärwissenschaftliches Buch und rief damit auch in der Öffentlichkeit Interesse hervor.
Nach Angaben von WHO/UNEP (2013) sind bis zu 800 Stoffe bekannt, für die eine endokrine Wirkung entweder nachgewiesen oder vermutet wird. Jedoch wurde bisher nur ein geringer Anteil dieser Stoffe Tests unterzogen, die endokrine Effekte in intakten Organismen nachweisen können. Der weitaus größte Teil der synthetisch hergestellten Chemikalien wurde nie auf hormonelle Effekte getestet. Die Mehrzahl der Verbindungen, deren Herstellung nach dem Stockholmer Übereinkommen verboten oder beschränkt wurde, hat auch endokrine Wirkungen.
WHO und UNEP (2013) bieten eine Übersicht chemischer Kategorien von Stoffen mit nachgewiesener oder potenzieller endokrindisruptiver Wirkung. Die Stoffe wurden auf Basis vorhandener Übersichtsarbeiten und maßgeblicher Berichte identifiziert. Im Folgenden werden die Kategorien mit Beispielen aufgelistet:
- Persistente und bioakkumulierende Halogenide: Langlebige organische Schadstoffe (z. B. Polychlorierte Dibenzodioxine und Dibenzofurane, Polychlorierte Biphenyle, Hexachlorbenzol, Perfluoroctansulfonat, Polybromierte Diphenylether, Polybromierte Biphenyle, Chlordan, Mirex, Toxaphen, Dichlordiphenyltrichlorethan, Lindan, Endosulfan); andere persistente und bioakkumulative Stoffe (z. B. Hexabromcyclododecan, Chlorparaffine, Perfluorierte Carbonsäuren, Octachlorstyren)
- weniger persistente und weniger bioakkumulative Stoffe: Weichmacher und Additive (z. B. Phthalsäureester, Triphenylphosphat, Diethylhexyladipat, Butylbenzole, Triclocarban, Butylhydroxyanisol); Polycyclische aromatische Kohlenwasserstoffe (z. B. Benzopyrene, Benz[a]anthracen, Pyren, Anthracen); Halogenphenole (z. B. 2,4-Dichlorphenol, Pentachlorphenol, Hydroxy-PCB, Hydroxy-PBDE, Tetrabrombisphenol A, 2,4,6-Tribromphenol, Triclosan); nicht-Halogenphenole (z. B. Bisphenol A, Bisphenol F, Bisphenol S, Nonylphenol, Octylphenol, Resorcinol)
- Pestizide, Arzneimittel und Kosmetika: gegenwärtig genutzte Pflanzenschutzmittel (z. B. 2,4-Dichlorphenoxyessigsäure, Atrazin, Carbaryl, Malathion, Mancozeb, Vinclozolin, Prochloraz, Procymidon, Chlorpyrifos, Fenitrothion, Linuron); Arzneimittel, Wachstumshormone und Kosmetika (z. B. Diethylstilbestrol, Ethinylestradiol, Tamoxifen, Levonorgestrel, Fluoxetin, Flutamid, 4-Methylbenzyliden-campher, Octylmethoxycinnamat, Parabene, Octamethylcyclotetrasiloxan, Decamethylcyclopentasiloxan, Dodecamethylcyclohexasiloxan, Galaxolid, 3-Benzyliden-campher)
- Andere Chemikalien: Metalle und Organometalle (z. B. Arsen, Cadmium, Blei, Quecksilber, Methylquecksilber, Tributylzinnhydrid, Triphenylzinn); natürliche Hormone (z. B. 17-beta-Estradiol, Estron, Testosteron); Phytoöstrogene (z. B. Coumestan, Mykotoxine, Prenylflavonoide)

## Aufnahme von endokrinen Disruptoren
Die Aufnahme von endokrinen Disruptoren in den menschlichen Körper erfolgt im Wesentlichen über:
- Nahrungsmittel und Trinkflüssigkeiten (insbesondere jene, die mit Pestiziden oder Kunststoff in Kontakt gekommen sind)
- Hautkontakt (z. B. bei Kosmetika, Pestizide, mit Flammschutzmitteln behandelte Textilien, industriell gefertigte Reinigungsmittel)
- Einatmen (z. B. Abriebe von Kunststoffteilen oder Gummireifen in städtischen Gegenden, Pestizidaerosole bei der Garten- oder Feldarbeit)

## Beispiele für nachgewiesene oder vermutete Störungen durch einzelne Stoffe

Mögliche gesundheitliche Folgen des Kontakts mit hormonell wirksamen Stoffen in Kunststoffen

Endokrinologische Fachgesellschaften und die WHO sehen es als erwiesen an, dass Endokrine Disruptoren beim Menschen zur Entstehung von hormonsensitiven Krebserkrankungen, metabolischen Erkrankungen wie Diabetes mellitus, Unfruchtbarkeit, neuronalen Entwicklungsstörungen uvm. beitragen. Insbesondere gefährdet sind aus Sicht dieser Fachgesellschaften Embryonen, Föten und Kinder. Grundlage für diese Erkenntnis sind eine Vielzahl an Tierversuchen und Zellkulturversuchen im Labor, aber auch Beobachtungen von wildlebenden Tierpopulationen und epidemiologischen Untersuchungen am Menschen (etwa die stark steigenden Raten an Brust- und Hodenkrebs). In die aktuellste Übersichtsarbeit zu den gesundheitlichen Gefahren endokriner Disruptoren wurden über 1800 wissenschaftliche Studien einbezogen.
Beispiele gemäß WHO/UNEP werden nachfolgend aufgeführt:
- PCB: ausreichende Belege für mögliche Endometriose und Myome der Gebärmutter beim Menschen sowie Myome, Tumoren und Nebennierenprobleme bei Robben; starke experimentelle und molekulare Belege für Suppression der Schilddrüsenhormone in allen Wirbeltieren und epidemiologische Belege für Beeinträchtigung der kognitiven Funktion bei Kindern; Eingeschränkte Belege für Prostata- und Brustkrebs beim Menschen und Genitalkarzinomen bei Seelöwen; Belege für Immundysfunktion bei Meerestieren und beim Menschen; eingeschränkte Belege für höheres Diabetesrisiko; wahrscheinlicher Beitrag zum Rückgang von fischfressenden Vögeln und Säugern.
- DDT: ausreichende Belege für Brustwarzenretention, Hypospadie, reduziertes Sexualorgangewicht, reduzierte anogenitale Distanz, verzögerte preputiale Trennung, abnormal kleine Penisse, mangelhafte Hoden, geringere Testosteronspiegel beim Mann; erhöhte Estradiolspiegel, abnormale Form der Eierstöcke bei der Frau (siehe Steroidrezeptor). Mögliche Ursache von Endometriose und Störung des Zyklus beim Menschen. Verdünnung der Eischale, Feminisierung, homosexuelles Verhalten und Populationsrückgang bei Vögeln. Testosteronsenkung und Entmaskulinisierung bei Eisbären und Alligatoren, Intersexualität bei Fischen und Fröschen. Einige Hinweise auf Suppression von Schilddrüsenhormonen in Meerestieren, Vögeln und Amphibien. Eingeschränkte Belege für Brustkrebs, Leukämie und Lymphdrüsenkrebs beim Menschen. Eingeschränkte Evidenz für erhöhtes Adipositasrisiko bei pränataler Exposition. Wahrscheinlicher Beitrag zum Rückgang von fischfressenden Vögeln und Säugern.
- PFOS: kaum untersuchte Hinweise auf Rückgang der weiblichen Fruchtbarkeit und Änderung des Zyklus.
- PBDE: Eingeschränkte Hinweise auf frühere Menarche und Lageanomalie des Hodens beim Menschen, Eischalenverdünnung, verzögerte Schlüpfung und geringeres Schlüpfgewicht bei Vögeln. Starke Evidenz für Suppression der Schilddrüsenhormone beim Menschen und bei arktischer Fauna. Eingeschränkte Belege für kognitive Störungen. Mögliche Mitursache des Rückgangs von Meeressäugern.
- HBCDD: kaum untersucht, tritt häufig zusammen mit PDBE und PCB in Geweben in Erscheinung, manchmal mit ähnlichen Effekten assoziiert.
- PFOA: bisher kaum untersucht, sehr eingeschränkte Hinweise auf Schwangerschaftsprobleme und Adipositas beim Menschen.
- DEHP: zahlreiche negative Effekte auf Männlichkeit, ähnlich DDT
- Triclosan: kaum untersuchte Hinweise auf Störung steroidogener Enzyme, die eine Rolle bei der Produktion von Testosteron und Östrogen spielen. Könnte gemäß wenigen Laborstudien negative Effekte auf den Reproduktionserfolg bei Männern und Frauen haben. Eingeschränkte epidemiologische Hinweise auf Zusammenhang mit Heuschnupfen und Allergien.
- Bisphenol A: Wirkt als Östrogen bei allen Wirbeltieren. Eingeschränkte Belege für Störung des Sexualzyklus. Milchdrüse empfindlicher für Tumorentwicklung und Estradiol. Reguliert Fettgewebe über Östrogenrezeptoren in Fettzellen. Beeinflusst die Funktion von Betazellen, verstärkt Insulinresistenz und Glukoseintoleranz. Eingeschränkte epidemiologische Hinweise auf Diabetes und veränderte Leberfunktion beim Menschen. Beeinflussung der Schilddrüsenhormone und Metamorphose bei Amphibien. Senkt Lernfähigkeit bei Weißfußmäusen, Einfluss auf Entfeminisierung und Hyperaktivität.
- Atrazin: Störung des Sexualzyklus bei Ratten, Intersexualität bei Fröschen, Immundepression nach pränataler Exposition bei Ratten, Amphibien und Fischen.
- Vinclozolin: Anti-Androgen, das bei männlichen Nagern Testosteron senkt, Hypospadie und Hodendystopie verursacht, die Brustwarzenentwicklung stört und den Penis verkleinert. Bei Kaninchen Feminisierung und Verlust des sexuellen Interesses. Maskulinisierung der Weibchen. Gestörtes Geschlechterverhältnis bei in Experimentalstudien mit Fischen. Geringere Eiablage und Reproduktion bei Vögeln. Mögliches Karzinogen.
- Fluoxetin: Beeinflusst möglicherweise Sexualhormone und Reproduktion sowie das Futterverhalten bei Fischen und anderen Wasserwirbeltieren. Geringeres Wachstum von Kaulquappen aufgrund reduzierten Futterverhaltens. Verfrühte Eiablage und nicht überlebensfähige Larven bei Süßwasserweichtieren.
- Levonorgestrel: Kaum untersucht, kann Reproduktionserfolg und Eiablage weiblicher Fische und das sexuelle Interesse männlicher Fische einschränken.
- Methylquecksilber: Hinreichend untersucht. Überschreitet die Blut-Hirn-Schranke und senkt den Spiegel von Enzymen mit wichtiger Funktion bei Reproduktion, Kognition, Wachstum und Entwicklung bei Wirbeltieren. Erhöhte Exposition bei Fischen und Amphibien beeinträchtigt Reproduktion, Flucht- und Futterverhalten. Wirkt bei Wasservögeln negativ auf Balzverhalten und Partnerwahl.

## Empfehlungen zur Vermeidung des Kontakts mit endokrinen Disruptoren
Die endokrinologische Fachgesellschaft Endocrine Society empfiehlt, den Kontakt mit endokrinen Disruptoren möglichst gering zu halten. Es wird davon ausgegangen, dass eine langfristige hohe Exposition ein höheres Risiko für die Entwicklung von oben genannten Erkrankungen darstellt.
Da endokrine Disruptoren bereits in niedrigsten Konzentrationen zu ausgeprägten Veränderungen der Hormon-Homöostase führen können, ist die Angabe von vermeintlich unbedenklichen Grenzwerten laut Ansicht von Fachgesellschaften und der WHO problematisch.
Die Empfehlungen der Endocrine Society zur Vermeidung des Kontakts umfassen unter anderem:
- Vermeidung von industriell produzierten Nahrungsmitteln und in Dosen verpackten Nahrungsmitteln
- Vermeidung von Aufbewahrungsmitteln aus Kunststoff (insbesondere solche, die mit dem Recycling-Code 3, 6 und 7 gekennzeichnet sind). Kein Erhitzen in Kunststoffprodukten (bspw. in der Mikrowelle)
- Vermeidung der Verwendung von Kunststoffflaschen
- Die Verwendung von Spielzeug aus Kunststoff vermeiden
- Nutzung von Bio-Lebensmitteln, da zu deren Produktion keine Pestizide verwendet werden dürfen
- Körperliches Training in Gegenden mit schlechter Luftqualität vermeiden
- Beim Einkauf auf Produkte verzichten, die endokrine Disruptoren enthalten (Phthalate, Bisphenol A, Parabene)
- Auf Kosmetikmittel zurückgreifen, die keine synthetischen Duftstoffe enthalten
- Vermeidung von Kontakt mit Thermopapier, wie es oft für Kassenzettel o. ä. verwendet wird.
- Keinen (Tabak-)rauch einatmen
- Bäume pflanzen, um die Luft von endokrinen Disruptoren zu reinigen

## Verbesserung der Erkenntnislage
Weil synthetische Chemikalien lange Zeit ohne ausreichende Prüfung der Unbedenklichkeit zugelassen wurden, kam es zu einer globalen Verbreitung von endokrinen Disruptoren. Dies erschwert die Durchführung von epidemiologischen Studien in Menschen deutlich, weil kaum mehr eine Probandengruppe gefunden werden kann, in deren Körperflüssigkeiten keine der bekannten endokrinen Disruptoren nachgewiesen werden können.
Der Bericht der WHO/UNEP spricht folgende Empfehlungen zur Verbesserung der Erkenntnislage zu endokrinen Disruptoren (ED) aus:
- Bekannte ED sind nur die „Spitze des Eisbergs“. Von den vermuteten 800–1000 EAS wurden bisher nur wenige auf ihre gesundheitsschädliche Wirkung untersucht.[9] Umfangreichere Testmethoden sind erforderlich, um weitere potentielle ED sowie deren Quellen und Expositionswege zu identifizieren. Problematisch ist, dass die überwiegende Mehrheit kommerziell erhältlicher, synthetischer Chemikalien nie auf Unbedenklichkeit getestet wurden.[3]
- Bisher konzentrierte sich die Forschung auf die negativen Auswirkungen einzelner EAS. Ein deutlich höherer Forschungsaufwand ist erforderlich, um die Effekte von Gemischen einzelner endokriner Disruptoren auf Menschen und Tiere zu ermitteln. Einzelne Untersuchungen zeigen bereits, dass bei der Mischung von EAS Verstärkungs- und Synergieeffekte auftreten können.[4]
- Berichterstattung: Viele Quellen von ED sind nicht bekannt, da von Seiten der Industrie unzureichende Informationen bezüglich Substanzen in Produkten, Materialien und Gütern bekanntgegeben werden.
- Zusammenarbeit: Der vermehrte Austausch von Daten zwischen Wissenschaftlern und Staaten kann Datenlücken schließen, insbesondere in Entwicklungs- und Schwellenländern.

Eine Zusammenfassung der Erkenntnisse zu endokrinen Disruptoren im Arbeitsschutz gibt ein Übersichtsartikel zur betrieblichen Gefährdungsbeurteilung.

## Regulierung
Aus Sicht von endokrinologischen Fachgesellschaften schreitet die Regulation von Endokrinen Disruptoren weltweit zu langsam voran.
Obwohl Wissenschaftler seit über 25 Jahren vor den Gefahren von endokrinen Disruptoren warnen würden, seien kaum politische Maßnahmen ergriffen worden, die für eine wirksame Reduktion der Exposition führen. Zurückgeführt wird dies vor allem auf den starken Einfluss der diese Chemikalien produzierenden Industriezweige auf den Gesetzgebungsprozess. Diese würden eine schärfere Regulation durch dieselben Strategien verhindern, mit denen bereits die Verbote bzw. Regulation von Asbest und Tabakrauch herausgezögert worden seien.

### Europäische Union

#### Rechtsakte
Die Verordnung EG 1907/2006 zur Registrierung, Bewertung, Zulassung und Beschränkung chemischer Stoffe (REACH) legt fest, dass Substanzen mit endokrin disruptiven Eigenschaften als besonders besorgniserregende Stoffe identifiziert und als zulassungspflichtig erklärt werden können.
Die Verordnung (EG) Nr. 1107/2009 (Pflanzenschutzmittelverordnung) über das Inverkehrbringen von Pflanzenschutzmitteln legt fest, dass Pflanzenschutzmittelwirkstoffen mit endokrinschädlichen Eigenschaften in der EU keine Zulassung erteilt werden darf bzw. die Zulassung entzogen werden muss. Die Zulassung wird jedoch nicht verweigert, wenn die Exposition unter den Bedingungen der Anwendung vernachlässigbar ist oder aber der betreffende Stoff zur Bekämpfung einer ernsten Gefahr für die Pflanzengesundheit notwendig ist, die nicht mit anderen zur Verfügung stehenden Mitteln, einschließlich nicht-chemischer Verfahren, einzudämmen ist.
Gemäß Verordnung (EU) Nr. 528/2012 (Biozid-Verordnung) über die Bereitstellung auf dem Markt und die Verwendung von Biozidprodukten werden diese Substanzen nicht zugelassen, wenn sie endokrin disruptive Eigenschaften haben. Die Zulassung wird jedoch nicht verweigert, wenn das Risiko für Mensch und Umwelt vernachlässigbar ist, wenn die Substanz wesentlich für die Bekämpfung ernster Gesundheitsrisiken ist oder wenn die Nichtzulassung, gemessen an den Risiken für Mensch und Umwelt, zu unverhältnismäßigen negativen Auswirkungen für die Gesellschaft führen würde. Am 4. September 2017 wurden mit der Verordnung (EU) Nr. 2100/2017 wissenschaftliche Kriterien für die Bestimmung endokrinschädigender Eigenschaften veröffentlicht. Die Verordnung gilt ab dem 7. Juni 2018.
Nach der Verordnung EG 1223/2009 über kosmetische Mittel unterliegen endokrin disruptive Substanzen derzeit keiner Beschränkung; dies wird allerdings überprüft werden, sobald international vereinbarte bzw. EU-Kriterien für die Identifizierung von Substanzen mit endokrin disruptiven Eigenschaften vorliegen, spätestens jedoch am 11. Januar 2015.
Die Richtlinie zum Ordnungsrahmen für die Wasserpolitik (2000/60/EG) beinhaltet eine Strategie gegen die Verschmutzung von Oberflächenwasser durch chemische Schadstoffe und besonders bedenkliche Substanzen in der EU, einschließlich einiger potenzieller endokrin disruptiver Substanzen. 2012 schlug die Kommission vor, die Liste prioritärer Stoffe zu ergänzen. Obwohl kein direkter Bezug genommen wird, könnten endokrin disruptive Eigenschaften ein wichtiges Kriterium für die Einordnung von Stoffen bzw. Stoffgruppen in diese Kategorie darstellen.

#### EU-Strategie
Zwischen 1996 und 2000 entwickelte die EU eine Gemeinschaftsstrategie zum Umgang mit ED. 2000 wurde eine Liste potenzieller ED veröffentlicht, um Prioritäten festzulegen. Von insgesamt 564 Stoffen, die laut verschiedenen Organisationen oder wissenschaftlichen Arbeiten hinsichtlich eines endokrindisruptiven Potenzials verdächtig waren, wurden 147 identifiziert, die entweder umweltbeständig sind oder in großen Mengen (>1000 t/Jahr) produziert werden. Lediglich für 66 dieser Stoffe wurden endokrine Effekte in mindestens einer Tierart gefunden (Kategorie 1). Für 52 dieser Stoffe gab es Hinweise aus in-vitro-Studien auf eine Aktivität (Kategorie 2). Für die restlichen 29 Stoffe lagen nur unzureichende Daten vor, um eine endokrine Aktivität zu be- oder widerlegen (Kategorie 3). In einem darauffolgenden Schritt wurden die Stoffe aus Kategorie 1 auf ihre menschliche und tierische Expositionswahrscheinlichkeit geprüft; menschliche Exposition war demnach für 60 dieser Stoffe wahrscheinlich.
Daraufhin wurden 12 Stoffe, wovon 9 industrielle Substanzen mit einer nachgewiesenen oder wahrscheinlichen endokrindisruptiven Wirkung und 3 natürliche oder synthetische Hormone sind, hinsichtlich einer tiefergehenden Bewertung priorisiert und im Rahmen einer 2002 veröffentlichten Studie untersucht. Die Studie stellte hinsichtlich möglicher Gesundheitsgefährdungen fest, dass einige industrielle Stoffe (2,4-Dichlorphenol, 4-Nitrotoluol, 4-tert-Octylphenol) wahrscheinlich nicht oder nur in extrem geringen Mengen in Kontakt mit Konsumenten gelangen, wenngleich die Datenlage noch unzureichend ist. Für Stoffe, die in Kontakt mit Konsumenten geraten (Bisphenol-A-diglycidylether über Lebensmittelkonserven sowie Chlorkresol und Resorcin über bestimmungsgemäß angewandte Kosmetika), besteht laut der Datenlage kein Risiko für Konsumenten.
Für die 435 Stoffe mit laut der vorherigen Studie unzureichenden Datenlage gab die Kommission ebenfalls eine Studie in Auftrag, die 2002 veröffentlicht wurde. 147 Stoffe wurden Kategorie 1 oder 2 zugeteilt. 129 davon waren bereits in der EU verboten oder eingeschränkt.
2009 gab die Generaldirektion Umwelt eine Studie zur Identifikation von ED in Auftrag, die 2012 veröffentlicht wurde und neben einer im Juni 2012 stattgefundenen Konferenz als Basis für eine Überarbeitung der EU-Strategie dienen soll. Bis Dezember 2013 sollte die Kommission Vorschläge für Identifikationskriterien von ED im Rahmen der Pestizid- und Biozidverordnungen vorlegen. Die Autoren der Studie empfahlen, validierte und international anerkannte Testmethoden in die Pestizid- und Chemikalienverordnungen aufzunehmen, Referenzdokumente zur Interpretation den Testergebnissen zu entwickeln, endokrine Disruptoren als gesonderte regulatorische Klasse zu definieren, evidenzbasierte Verfahren zur gleichzeitigen Betrachtung von Schädlichkeit und Wirkungsweise zu entwickeln, die Potenz nur noch neben anderen Kriterien und nicht mehr allein entscheidendes regulatorisches Kriterium zu berücksichtigen, und regulatorische Kriterien zu entwickeln, welche die Generierung von über den OECD-Rahmen hinausgehenden Daten und Testmethoden befördern.
Im März 2013 veröffentlichte die Europäische Behörde für Lebensmittelsicherheit (EFSA) auf Anfrage der EU-Kommission eine wissenschaftliche Einschätzung zur Risikobewertung von endokrinen Disruptoren. Die Sachverständigen der EFSA kamen zu dem Schluss, dass der Einfluss von chemischen Stoffen auf die wichtigsten endokrinen Pfade bei Säugern und Fischen mit den derzeit bzw. in Kürze verfügbaren international vereinbarten Prüfverfahren identifiziert werden kann. Die hormonellen Pfade, für die die Prüfmethoden am besten geeignet sind, betreffen Östrogene, Androgene und Schilddrüsenhormone sowie die Steroidogenese. Die EFSA gelangte ferner zu dem Schluss, dass ein Risikobewertungsansatz, der sowohl potenzielle Beeinträchtigungen durch endokrin aktive Substanzen als auch die jeweilige Expositionswahrscheinlichkeit berücksichtigt, die bestmögliche Nutzung der vorliegenden Informationen zur Regulierung des Einsatzes der betreffenden Stoffe darstellt. Ob eine endokrin wirksame Substanz eine Gefahr darstellt (d. h. ob sie als potenzieller endokriner Disruptor betrachtet werden kann) hängt mit ihrer inhärenten Fähigkeit zusammen, das endokrine System zu stören und infolgedessen eine Beeinträchtigung hervorzurufen. Eine Gefahr ist eine mögliche Bedrohung in Zusammenhang mit den intrinsischen Eigenschaften eines Stoffs (wenn etwa seine Toxizität nachweislich Krebs verursacht). Das Risiko, dass der endokrine Disruptor eine schädliche Wirkung auf Mensch und Tier haben könnte, hängt von dem Grad (der Dosis), der Dauer und dem Zeitpunkt der Exposition von Menschen bzw. Tieren gegenüber dieser Gefahr ab. Gefahren können unbedenklich sein, wenn man ihnen gar nicht ausgesetzt oder die Exposition zu gering ist, um Schaden zu verursachen. Das Ziel der Risikobewertung besteht darin zu bewerten, wie wahrscheinlich es ist, dass eine Substanz – in diesem Fall eine endokrin wirksame Substanz – bei einer gegebenen oder zu erwartenden Exposition Schaden verursacht, und was eine unbedenkliche Exposition darstellen würde.
Eine 2011 einberufene und von der Gemeinsamen Forschungsstelle unterstützte Expertengruppe veröffentlichte im April 2013 einen Bericht, um die EU-Kommission hinsichtlich der Identifikation von ED zu beraten. Laut dem Bericht sollte diese Identifikation auf dem Nachweis einer endokrinen Aktivität und dem Nachweis einer durch diese Aktivität verursachten schädlichen Wirkung basieren. Vorhandene Testmethoden seien unzureichend und sollten weiterentwickelt werden.
Die Herausgeber einer Reihe hochrangiger pharmakologischer und toxikologischer Fachzeitschriften warfen der EU-Kommission, die derzeit den Rechtsrahmen für endokrin wirksame Substanzen überarbeitet, im Juli 2013 eine wissenschaftlich fragwürdige Herangehensweise vor (Dietrich et al., 2013). Unter anderem kritisierten die Herausgeber am Entwurf der Kommission, dass er eine Regulierung auch dann vorsehe, wenn endokrine Effekte in experimentellen Systemen, die für Menschen keine direkte Relevanz haben, identifiziert wurden. Außerdem lehne der Vorschlag die Berücksichtigung von Schwellenwerten ab, was wissenschaftlich nicht gerechtfertigt sei und auch die Einschätzung der EFSA ignoriere. Ähnliche Bedenken äußerten Dutzende von Wissenschaftlern in einem offenen Brief an Anne Glover im Juni 2013. Im Gegensatz dazu forderten im Mai 2013 89 Wissenschaftler eine strengere Regulierung von EAS durch die EU. Sie wenden sich gegen die derzeit noch gültigen Regelung, die Schwellenwerte definiert, da endokrine Disruptoren in jedweder Konzentration schädliche Wirkungen hätten. Ähnlich äußerten sich im August und September 2013 die Herausgeber einiger endokrinologischer und umweltwissenschaftlicher Fachzeitschriften, und warfen Dietrich et al. (2013) vor, wichtige wissenschaftliche Erkenntnisse außer Acht zu lassen.
Im Juni 2014 veröffentlichte die Europäische Kommission eine Roadmap zur Abschätzung der Folgen der Festlegung bestimmter Kriterien zur Identifikation von ED. Die Roadmap enthält mehrere Politikoptionen mit unterschiedlichen Identifikationskriterien und sieht zwei Studien vor: Eine erste Studie, in der eine von der Gemeinsamen Forschungsstelle entwickelte Methode auf insgesamt 700 Chemikalien angewandt werden soll, um so Listen der unter den verschiedenen Politikoptionen als ED identifizierten Chemikalien zu erstellen. Die Studie soll Anfang 2016 abgeschlossen werden. Aufbauend darauf soll eine zweite Studie (ab Herbst 2015) die Folgen für Gesundheit, Umwelt, Handel, Landwirtschaft und Wirtschaft der verschiedenen Politikoptionen abschätzen. Im Juni 2015 wurden die Ergebnisse einer zwischen September 2014 und Januar 2015 durchgeführten öffentlichen Konsultation bezüglich der Folgenabschätzung veröffentlicht, bei der mehr 27.000 Antworten eingingen.
Eine im Oktober 2014 veröffentlichte Studie im Auftrag der Agricultural Industries Confederation (AIC), der Crop Protection Association (CPA) und der National Farmers Union (NFU) schätzte die Auswirkungen eines möglichen Verlustes von Pflanzenschutzmitteln durch die EU-Strategie auf die britische Land- und Agrarwirtschaft. Die Studie beziffert die möglichen Ertragseinbußen auf 4–50 % für unterschiedliche Nutzpflanzen. Diese Ertragseinbußen würden höhere Nahrungsmittelimporte nach sich ziehen, einen wirtschaftlichen Schaden in Milliardenhöhe verursachen und mehrere Tausend Arbeitsplätze kosten.
Eine 2015 veröffentlichte Studie beziffert die gesundheitlichen Kosten von endokrinen Disruptoren in der EU mit rund 157 Milliarden Euro pro Jahr. Die geschätzten Kosten wurden fast ausschließlich durch eine Verringerung des Intelligenzquotienten und durch geistige Behinderungen auf Grund vorgeburtlicher Einwirkungen von Agrarchemikalien auf der Basis von Phosphorsäureestern verursacht.
Am 15. Juni 2016 stellte die EU-Kommission ihre Entwürfe für die Kriterien für die Beurteilung von endokrinen Disruptoren in den Bereichen der Biozid- und Pflanzenschutzmittelzulassung sowie die Folgenabschätzung der Politikoptionen vor. Laut der Folgenabschätzung werden 26 Aktive Substanzen betroffen sein (13 Herbizide, 9 Fungizide und 4 Insektizide), denen aufgrund der vorgelegten Kriterien keine Zulassung mehr erteilt werden darf. Die EU-Produktion mehrerer landwirtschaftlicher Erzeugnisse (z. B. Getreide, Obst und Gemüse, Nüsse und Wein) würde davon betroffen sein; ebenso mehrere Importprodukte (z. B. Wein, Bananen, Nüsse, Zitrusfrüchte und Futtermittel) aus Drittländern (aufgrund von Rückständen nicht zugelassener Substanzen). Fünf Biozid-Substanzen wären betroffen. Am 4. September 2017 wurden mit der Verordnung (EU) Nr. 2100/2017 wissenschaftliche Kriterien für die Bestimmung endokrinschädigender Eigenschaften von Bioziden veröffentlicht. Die Verordnung gilt seit dem 7. Juni 2018.

### USA
Die Environmental Protection Agency (EPA) richtete im Rahmen des Federal Food, Drug, and Cosmetic Act Ende der 1990er Jahre das Endocrine Disruption Screening Program (EDSP) ein. In einem zweistufigen System sollen zunächst Stoffe mit endokrindisruptiven Potenzial und daraufhin spezifische durch einen Stoff hervorgerufene Effekte sowie die dazu notwendige Dosis identifiziert werden. 2009 und 2013 veröffentlichte die EPA Listen von insgesamt 176 Stoffen, die auf ein mögliches endokrindisruptives Potenzial überprüft werden sollen (die Listen sollten nicht als Listen bekannter oder wahrscheinlicher Disruptoren angesehen werden).

### Frankreich
Die Umweltministerin Ségolène Royal hat am 12. Februar 2016 eine Initiative ergriffen, um endokrine Disruptoren kritisch zu prüfen. Sie sieht dringenden Handlungsbedarf durch die Europäische Union, um die Exposition der Menschen zu begrenzen und die Risiken zu mindern. Noch im Jahr 2016 soll nach ihrer Meinung ein EU-Kriterienkatalog erarbeitet werden. Sie schlägt im Anschluss an die Weltgesundheitsorganisation, WHO, drei Gefahrenkategorien dafür vor, je nachdem, wie sicher eine Gefährdung ist. Royal weist darauf hin, dass der Europäische Gerichtshof die Europäische Kommission bereits vor langer Zeit dazu verpflichtet hatte, bis Ende Dezember 2013 einen Kriterienkatalog für EDs zu erarbeiten. Nichts ist geschehen. Auf dem EU-Umweltministerrat hat der zuständige Kommissar Andriukaitis versprochen, die Kriterien bis zum Sommer 2016 festlegen zu lassen, und zwar auf der Grundlage der WHO-Kriterien.
Frankreich selbst hat 2014 eine nationale Strategie zum Umgang mit endokrinen Disruptoren beschlossen, welche als das Hauptproblem in Pestizid-Mischungen (Glyphosat, Roundup) angesehen werden. Laut Royal will das Land jetzt alle Hebel zur Gefahrenabwehr in Bewegung setzen, einschließlich gesetzlicher Regelungen sowie der Aufklärung der Öffentlichkeit. Eine Konferenz über endokrine Disruptoren in Paris im Januar 2016 hat den Startschuss dazu gegeben, das Zweite internationale wissenschaftliche Kolloquium zum Nationalen Programm der Forschung zu endokrinen Disruptoren.